# San Antonbrug
De San Antónbrug (Spaans: Puente de San Antón en Baskisch: San Antongo zubia ) is een boogbrug in Bilbao. Ze overspant de rivier Nervión en verbindt de wijken Casco Viejo en Bilbao La Vieja. Het is de oudste rivieroverspanning in de stad, met de oorspronkelijke brug die vóór 1318 werd geopend. Het was eeuwenlang de enige brug over de rivier. Ze ligt naast de kerk van San Antón (San Anton eliza).
De San Antónbrug is de oudste en een van de bekendste bruggen van de stad en is opgenomen in het stadswapen. De oorsprong gaat terug tot de 14e eeuw en was van groot historisch belang omdat het de enige verbinding was tussen Biskaje en Castilië.
De huidige brug is van veel latere datum omdat oudere versies ten onder gegaan door overstromingen en oorlogsgeweld. Tegen het einde van de 19e eeuw besloot het stadsbestuur een volledig nieuw kunstwerk te bouwen; deze kwam gereed in 1880. Na beschadigingen tijdens de Spaanse Burgeroorlog werd ze herbouwd in 1937 en deze reconstructie bestaat nog altijd.

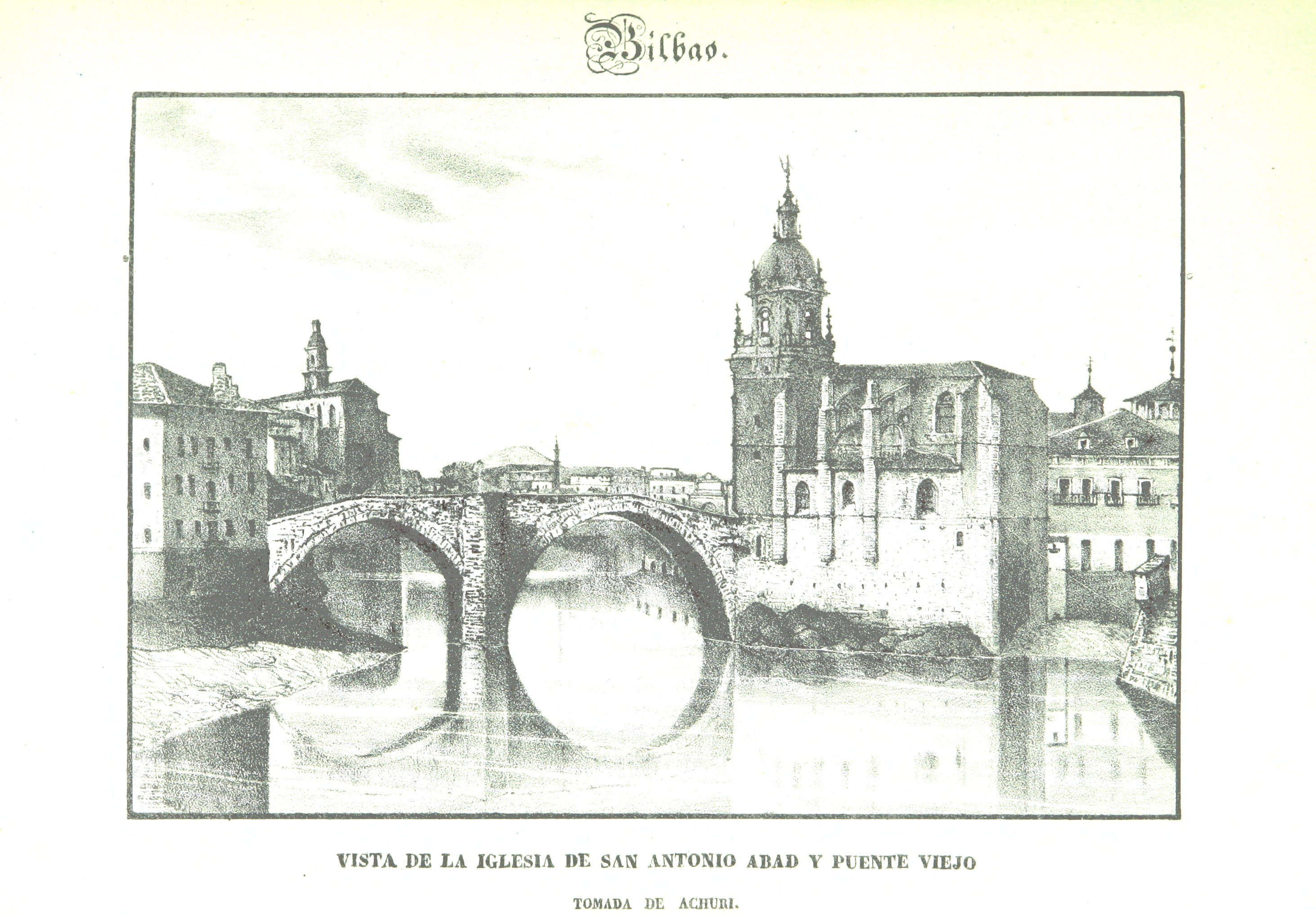
De brug in de 19e eeuw
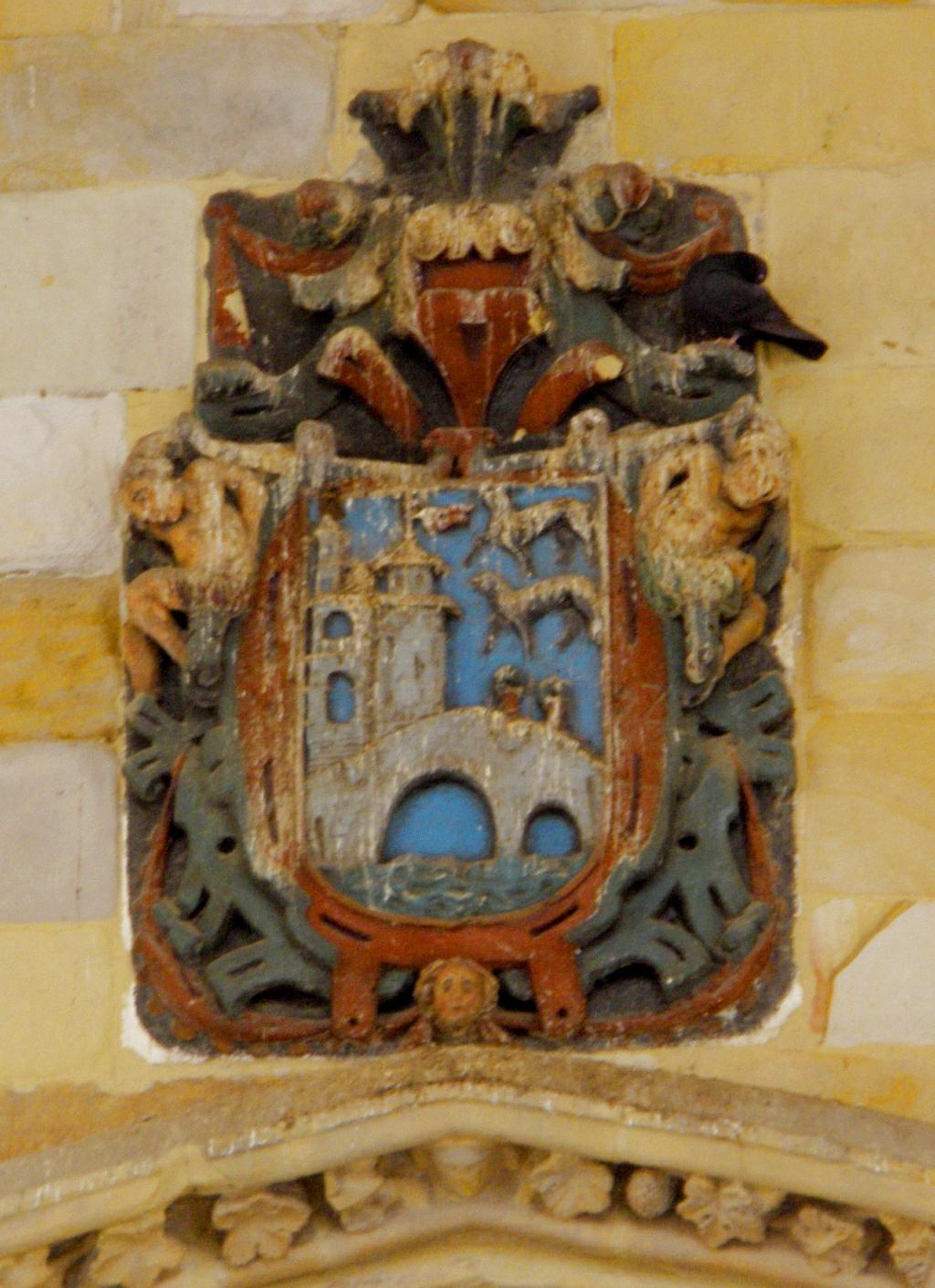
Stadswapen Bilbao